# Río Vísherka
El río Vísherka- (en ruso: Вишерка es un río de Rusia, afluente por la derecha del Kolva, que es tributario del Víshera, subafluente del Volga (a cuya cuenca hidrográfica pertenece) por el Kama.

## Geografía
El río discurre por el krai de Perm. Nace en el lago Chusovski, desembocando en el Kolva a 124 km de su desembocadura. Tiene una longitud de 75 km y una cuenca de 3.230 km²